# 張璧坤
張璧坤（1924年9月5日—1956年9月26日），中國共產黨員，嘉義市人，曾任台大法學院支部書記，因同學鄭文峰介紹加入省工委學工委台大法學院支部，1950年2月擔任台灣省工作委員會台大法學院支部書記，發展地下組織，引薦黃嘉烈、李炎輝、歐振隆、吳崇慈、洪金盛等入黨，1949年8月光明報被繳獲，光明報曝光台大法學院支部成員多人遭到逮捕，1950年共諜蔡孝乾變節供出大批共黨組織人員名單，導致中國共產黨在台組織瓦解，學工委書記李水井遭逮捕，張璧坤被迫南下嘉義躲避，1950年後與葉城松等人隱蔽於嘉義山區，1954年被捕，於1956年9月26日槍決於新店安坑刑場。

## 生平

### 朴子青年
張璧坤，1924年生於日治台南州朴子人(今嘉義朴子)，台南州立第二中學校畢(今台南一中)，後考入台灣大學法學院，自幼體格高大，見到日本學生欺負台灣學生總是挺身而出，萌生反日思漢之民族意識，1942年二中畢業後任職於東石郡役所，後接受日本徵召加入日本陸軍，1945年日本戰敗後歸建東石郡役所，響應李友邦將軍加入三民主義青年團協助國民政府接收前各項交接工作，1946年參加考試考取台灣大學，8月並考取台灣省行政長官公署第一批公費留學資格，選擇進入暨南大學就讀，11月赴上海國立暨南大學經濟系就讀。

### 加入共產黨
1945年戰爭結束後，部分台籍青年同情中共遭遇，並對毛澤東提出的新民主主義心生嚮往，以此，在中國的知識份子之間開始出現大幅度地的左傾，1945年開始，國府與共產黨的爭鬥益加劇烈，自此，中共開始大量滲透到非淪陷區。張璧坤在暨南大學就讀期間，思想左傾，經常參與上海台灣同鄉會會長李偉光集會。國府聲望一落千丈，各地學潮不斷，而大學生甚至為支持共產主義遊行並瘋狂引為風尚，台灣學生即參與遊行糾察隊，1947年二二八事件發生後，暨大台灣公費生演講聲討政府暴行，因國共內戰日益激烈，影響公費教育預算，乃發生搶救教育危機學生運動，1947年5月17日晉京請願聯合代表相繼罷課，5月20日爆發五二〇運動，以「反飢餓、反內戰、反迫害」為口號，張璧坤等台灣公費生打亂軍警隊伍，後軍警鎮壓發生血案，1947年暑假期間張璧坤返台與同鄉鄭文峰、蔡德本成立朴子學生聯誼會，1948年4月，張璧坤參與救濟失業工人及救飢救寒運動，公祭于子三以及暨大反迫害運動，遭政府列冊搜捕。1948年9月，地下黨安排張璧坤返台就讀台大法學院經濟系。1948年9月，應同學鄭文峰之邀加入共產黨，並擔任書記葉城松之助手，協助台大新聞會、五四晚會、時事研究會、台大壁報會等會務。

### 組織瓦解與就義
1949年8月，光明報被繳獲，台大法商學生王明德意外造成光明報組織曝光，造成王子英、林榮勳、詹昭光、戴傳李等多人遭到逮捕，1949年10月葉城松南下躲避，由張璧坤接任台大法學院書記，受學工委書記徐懋德領導，1950年2月，徐懋德潛逃回大陸，學工委轉交由李水井帶領。1950年5月李水井遭逮捕，學工委瓦解，張璧坤、鄭文峰等皆逃回故鄉嘉義，台大法學院支部至此瓦解，鄭文峰於6月在朴子家中遭逮捕，張璧坤亦躲避嘉義，幸運從家中逃脫追緝，與葉城松、吳玉成、胡滄霖、賴正亮等逃亡躲避於嘉義山區。1954年張璧坤線報遭逮捕於嘉義市東市場，蔡德本、胡滄霖等人因此遭逮捕，1954年4月25日臺灣省保安司令部軍法處判決書字號:43審三字第76號，判決葉城松、張璧坤死刑，同案吳玉成、胡滄霖、賴正亮亦遭判決死刑，於1956年9月26日同案五人槍決於新店安坑刑場。

### 平反
2019年2月27日，促進轉型正義委員會第三批平反，依據促轉會第16次、第18次、第19次委員會議決議，撤銷受難者黃頂君等1050人之刑事有罪判決暨其刑，其中(43)審三字第76號，有關張璧坤意圖以非法之方法顛覆政府而著手實行之有罪判決暨其刑及沒收之宣告正式撤銷。

## 紀念
2013年10月 北京西山國家森林公園的無名英雄廣場上立有無名英雄紀念碑，為紀念來台灣在1950年代被處決「隱避戰線烈士」而設立，張璧坤銘刻於紀念碑上，為中共國家安全部追認之中華人民共和國烈士。